# Saint-Pierre-d'Oléron
Saint-Pierre-d’Oléron je francouzská obec v departementu Charente-Maritime, v regionu Poitou-Charentes. V roce 2007 zde žilo 6 204 obyvatel. Leží na ostrově Oléron a je střediskem kantonu Saint-Pierre-d’Oléron.